# 増幅動物
増幅動物（ぞうふくどうぶつ、英: amplifier）とはアルボウイルスに感受性を有する脊椎動物のうち高濃度のウイルス血症(en:Viremia)を長期間持続し、多数の媒介節足動物にアルボウイルスを伝播しうる動物の総称。アルボウイルスに対する抗体産生能が低く、節足動物に吸血されやすい動物は増幅動物となりやすい。日本脳炎ウイルスやゲタウイルスの増幅動物はブタである。